# (38026) 1998 QC12
1998 QC12 (asteroide 38026) é um asteroide da cintura principal. Possui uma excentricidade de 0.07117390 e uma inclinação de 8.25430º.
Este asteroide foi descoberto no dia 17 de agosto de 1998 por LINEAR em Socorro.